# 1140
| Calendário gregoriano                                                        | 1140 MCXL                                            |
| Ab urbe condita                                                              | 1893                                                 |
| Calendário arménio                                                           | 589 – 590                                            |
| Calendário bahá'í                                                            | -704 – -703                                          |
| Calendário budista                                                           | 1684                                                 |
| Calendário chinês                                                            | 3836 – 3837 Início a 22 de janeiro (aproximadamente) |
| Calendário copta                                                             | 856 – 857                                            |
| Calendário etíope                                                            | 1132 – 1133                                          |
| Calendários hindus - Vikram Samvat - Calendário nacional indiano - Cáli Iuga | 1195 – 1196 1061 – 1062 4240 – 4241                  |
| Calendário Holoceno                                                          | 11140                                                |
| Calendário islâmico                                                          | 534 – 535                                            |
| Calendário judaico                                                           | 4900 – 4901                                          |
| Calendário persa                                                             | 518 – 519                                            |
| Calendário rúnico                                                            | 1390                                                 |
| Calendário solar tailandês                                                   | 1683                                                 |

1140 (MCXL, na numeração romana) foi um ano bissexto do século XII do Calendário Juliano, da Era de Cristo, e as suas letras dominicais foram  G e F (52 semanas), teve início a uma segunda-feira e terminou a uma terça-feira.
No território do reino de Portugal estava em vigor a Era de César que já contava 1178 anos.

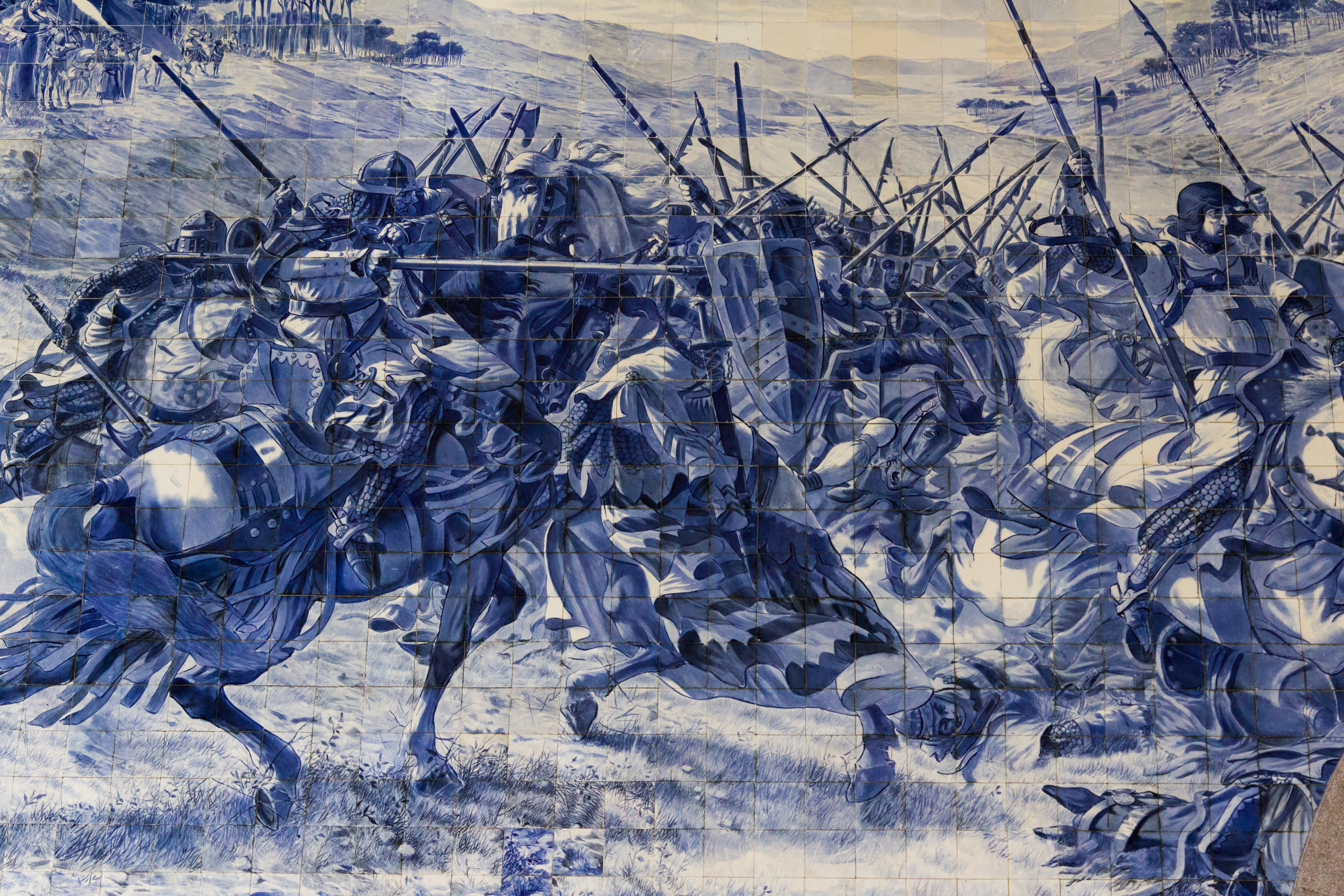
Torneio de Arcos de Valdevez. Azulejos na Estação de São Bento, no Porto.

| Ano completo                            |
| --------------------------------------- |
| Ano bissexto com início à segunda-feira |

## Eventos
- Vitória portuguesa no Torneio de Arcos de Valdevez.
- Afonso Henriques autoproclama-se Rei de Portugal em documentos oficiais. Isto pode já ter acontecido em 1139.
- Em Portugal, D. Afonso Henriques concede foral a Barcelos.
- Carta de couto e privilégios outorgados à Ordem dos Hospitalários por D. Afonso Henriques.
- D. Afonso Henriques tenta conquistar Lisboa.
- Destruição do Castelo de Leiria pelos muçulmanos.
- 21 de dezembro - Após um cerco de várias semanas, a cidade de Weinsberg e seu castelo rendem-se a Conrado III da Germânia.

## Nascimentos
- Godofredo III de Lovaina m. 1190, conde de Lovaina, conde de Brabante, marquês de Antuérpia e duque da Baixa-Lotaríngia.
- D. Lope Díaz I de Haro, m. 1170, foi o quarto senhor de Biscaia.
- Guilherme VIII de Montpellier n. 1202, Senhor de Montpellier.
- Guido II de Châtillon m. 1170, senhor de Châtillon.
- Pero Mendes de Aguiar, Senhor de Aguiar de Sousa e o primeiro a usar Aguiar como sobrenome.
- Adélia de Champanhe, foi rainha consorte de França, m. 1206.
- Egas Afonso de Ribadouro, fidalgo e Cavaleiro medieval do Reino de Portugal, deu o nome de Alvarenga a todos os seus filhos.
- Soeiro Aires de Valadares Tenente de Riba Minho em 1173.
- Paio Moniz de Ribeira, militar do Reino de Portugal, Alferes do rei D. Sancho I de Portugal.
- Fernão Pais da Cunha, Cavaleiro medieval do Reino de Portugal e 1.º Senhor de Tábua.